# Trydarssus
Trydarssus Galiano, 1995 è un genere di ragni appartenente alla famiglia Salticidae.

## Distribuzione
Le due specie note di questo genere sono tipiche dell'America meridionale, in particolare in Cile, Argentina e Paraguay.

## Tassonomia
La specie tipo di questo genere venne denominata Phiale pantherina Mello-Leitão, 1946; uno studio dell'aracnologa María Elena Galiano del 1995 l'ha fatta assurgere a genere a sé con cambio di denominazione.
A maggio 2010, si compone di due specie:
- Trydarssus nobilitatus (Nicolet, 1849) — Cile
- Trydarssus pantherinus (Mello-Leitão, 1946)[2] — Paraguay, Argentina